# کیرون دورکان
کیرون دورکان (انگلیسی: Kieron Durkan; ۱ دسامبر ۱۹۷۳ – ۲۸ فوریهٔ ۲۰۱۸) بازیکن فوتبال اهل بریتانیا بود.
از باشگاه‌هایی که در آن بازی کرده‌است می‌توان به باشگاه فوتبال یورک سیتی، باشگاه فوتبال مکلسفیلد تاون، باشگاه فوتبال استوک‌پورت کانتی، باشگاه فوتبال سوانزی سیتی، باشگاه فوتبال روچدیل، و باشگاه فوتبال ورکسام اشاره کرد.
وی همچنین در تیم ملی فوتبال زیر ۲۱ سال جمهوری ایرلند بازی کرده‌است.